# Donji Skrad
Donji Skrad – wieś w Chorwacji, w żupanii karlowackiej, w gminie Barilović. W 2011 roku liczyła 19 mieszkańców.